# 6Bone
6Bone war der Name eines IPv6-Testnetzwerks.
Seit der Entwicklung von Version 6 des Internet-Protokolls ab dem Jahr 1995 testen viele Universitäten, Unternehmen und Privatpersonen IPv6 in ihrem Netzwerk. Da die meisten Router im Internet noch keine IPv6-Pakete weiterleiteten, blieb die Funktionalität auf das eigene Netzwerk beschränkt und es entstanden IPv6-Inseln im Internet.
Um nun IPv6-Pakete dennoch von Netz A zu Netz B senden zu können, wurde ein Tunnel zwischen je einem Rechner beider Netzwerke erstellt. Jedes IPv6-Paket, das ins andere Netz geschickt werden soll, wurde durch den Tunnelmechanismus in ein IPv4-Paket verpackt und zum Ziel per IPv4 transportiert. Dort wurde es wieder ausgepackt und als IPv6-Paket weitergereicht.
Durch das Vernetzen vieler solcher IPv6-Inseln entstand das 6Bone.
Gemäß RFC 3701 ging der vom 6Bone genutzte Adresspräfix am 6. Juni 2006 (06/06/06) zurück an die IANA, womit der Betrieb des 6bone offiziell beendet ist.